# Sierafima Hopner

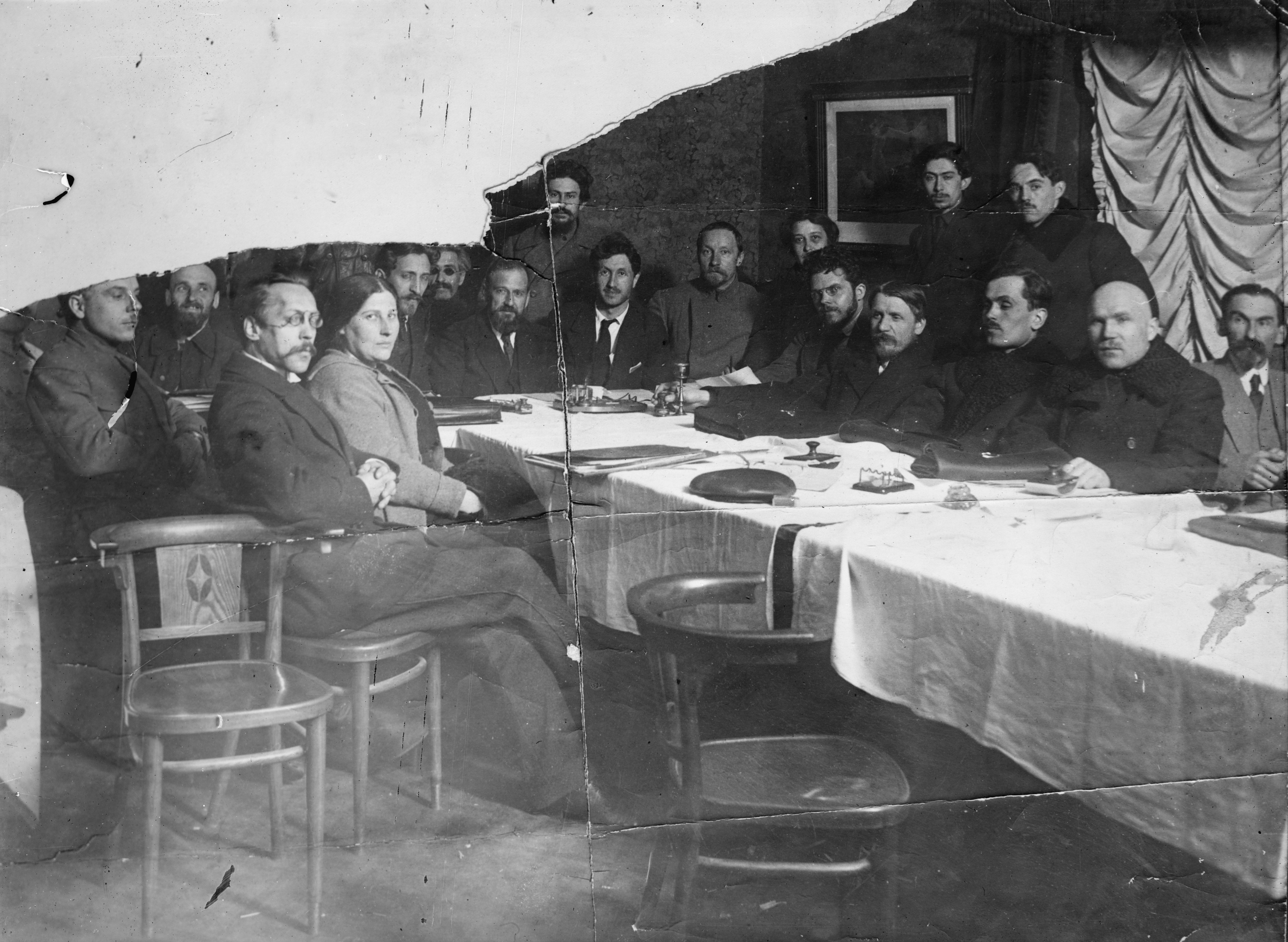
Sierafima Hopner (czwarta od lewej) w 1919

Sierafima Iljiniczna Hopner (Gopner) (ros. Серафима Ильинична Гопнер; ukr. Серафима Іллівна Гопнер; ur. 26 marca?/7 kwietnia 1880 w Chersoniu, zm. 25 marca 1966 w Moskwie) – działaczka bolszewicka, w okresie 9 września 1918 – 23 października 1918 I sekretarz Komunistycznej Partii (bolszewików) Ukrainy, w latach 1927–1938 członek KC KP(b)U, Bohater Pracy Socjalistycznej (1960).

## Życiorys
Urodziła się w rodzinie żydowskiej. Uczyła się w żeńskim gimnazjum i na wydziale prawnym kursów żeńskich w Odessie, później studiowała na Wydziale Literatury Uniwersytetu Paryskiego, w 1903 wstąpiła do SDPRR. W 1905 została członkiem, potem sekretarzem Jekaterynosławskiego Komitetu SDPRR, w latach 1910–1916 przebywała we Francji, gdzie związała się z centrum rosyjskiej emigracji politycznej, działała w emigracyjnej grupie SDPRR i wstąpiła do Francuskiej Partii Socjalistycznej. Podczas I wojny światowej prowadziła działalność propagandową wśród emigrantów, brała udział w organizacji międzynarodowej konferencji socjalistek w Bernie, w 1916 wróciła do Rosji. Prowadziła działalność podziemną w Irkucku, Jekaterynosławiu i Briańsku, została na krótko aresztowana, 
Po rewolucji lutowej i obaleniu caratu została członkiem Jekaterynosławskiego Komitetu SDPRR(b), Rady Jekaterynosławskiej i redaktorem gazety „Zwiezda”. Była delegatem na 7 Wszechrosyjską Konferencję SDPRR(b) w kwietniu 1917, od marca 1918 pracowała w Ludowym Komisariacie Oświaty RFSRR, od 9 września do 17 października 1918 była I sekretarzem KC KP(b)U i członkiem Zagranicznego Biura KC SDPRR(b) w Orle. W styczniu 1919 została zastępcą ludowego komisarza oświaty Ukraińskiej SRR i członkiem Kolegium tego komisariatu, od sierpnia 1919 do stycznia 1920 kierowała kursami instruktorskimi Zarządu Politycznego 12 Armii na Froncie Zachodnim, Południowym i Południowo-Zachodnim wojny domowej w Rosji. Następnie kierowała Wydziałem Agitacyjno-Propagandowym kolejno Jekaterynosławskiego Komitetu Gubernialnego KP(b)U, Moskiewskiego Komitetu Gubernialnego RKP(b), Donieckiego Komitetu Gubernialnego KP(b)U i do 1925 Charkowskiego Komitetu Gubernialnego KP(b)U, a 1925-1927 Pododdziałem Prasy Wydziału ds. Pracy Wśród Kobiet KC RKP(b). W latach 1927–1929 była redaktorem gazety „Wsieukrainskij proletarij” i zastępcą redaktora gazety „Kommunist” w Charkowie, od 29 listopada 1927 do 13 czerwca 1938 członkiem KC KP(b)U, 1928–1943 kandydatem na członka Komitetu Wykonawczego Międzynarodówki Komunistycznej (Kominternu), 1938–1945 zastępcą redaktora „Istoriczeskiego żurnała”, następnie starszym konsultantem naukowym Instytutu Marksa-Engelsa-Lenina przy KC WKP(b). Była przewodniczącą wydziału agitacji i propagandy Kominternu, następnie wiceprzewodniczącą wydziału kadr odpowiedzialną za szkolenia.
Była delegatem na wszystkie siedem kongresów Kominternu oraz na trzy zjazdy partii komunistycznej, wschodziła w skład WCIK i Centralnego Komitetu Wykonawczego (CIK) ZSRR. 
8 marca 1933 została odznaczona Orderem Lenina, a 7 marca 1960 otrzymała Medal Sierp i Młot Bohatera Pracy Socjalistycznej z Orderem Lenina. 
Pochowana na cmentarzu Nowodziewiczym.